# Bitwa pod Julianstown
Bitwa pod Julianstown – starcie zbrojne, które miało miejsce w trakcie rebelii irlandzkiej (1641–1648) 29 listopada 1641 koło miasteczka Julianstown w hrabstwie Louth (na południe od miasta Drogheda).
Późną jesienią roku 1641 powstańcy irlandzcy w sile 6000 ludzi prowadzeni przez Phelima O'Neilla skierowali się z prowincji Ulster w kierunku południowym na Dublin, zamierzając zająć stolicę. Angielskie oddziały rządowe liczące 2000 żołnierzy, stacjonujące w mieście składające się z niedoświadczonych żołnierzy wyruszyły naprzeciwko rebeliantom. Obie strony spotkały się w okolicy miasteczka Julianstown. Irlandczycy wydając okrzyk wojenny zaatakowali Anglików, którzy starali się salwą ogniową powstrzymać atak. Nie powstrzymali jednak atakujących co spowodowało wybuch paniki w szeregach wojsk rządowych. Wielu Anglików porzuciło swoją broń i zbiegło z pola bitwy, a ci którzy zostali na miejscu dostali się do niewoli bądź polegli. Rebelianci oszczędzili znajdujących się w szeregach angielskich Irlandczyków, zabili jednak Szkotów i Anglików. Poległo około 500 z nich. Straty irlandzkie były niewielkie. 
Zwycięstwo rebeliantów natchnęło ich duchem walki, pomimo ich słabości wobec przeciwnika. Powstanie rozszerzyło się na inne rejony Irlandii. Pośrednio przyczyniło się też do wybuchy wojny domowej w Anglii i zawiązania Konfederacji Irlandzkiej.